# Calavera (automóvil)
La calavera o mica es una parte del Sistema de iluminación del automóvil, consistente en una placa de plástico translúcido o transparente de colores rojo, blanco o amarillo que cubre las cajas donde se alojan los focos de las luces de un automóvil.

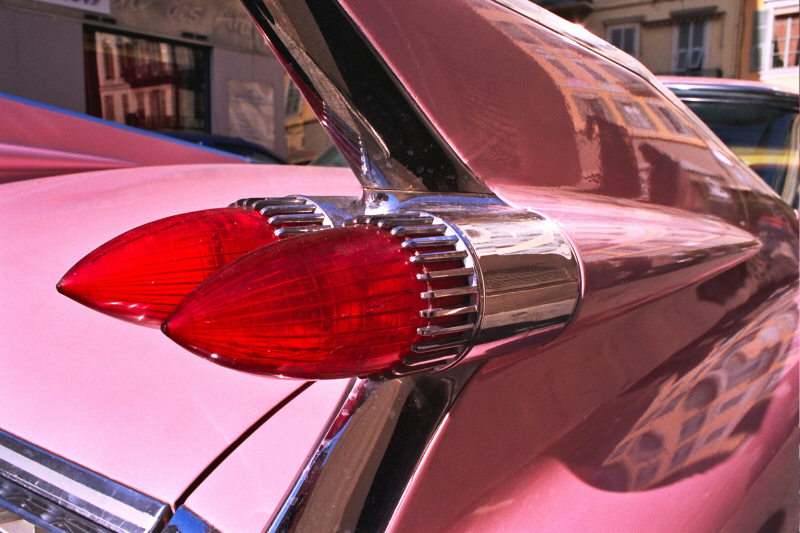
Luces traseras de un Cadillac Eldorado.

En sentido amplio, se habla de calaveras refiriéndose al conjunto de las micas de las luces auxiliares en los automóviles, que incluyen las luces nocturnas auxiliares (rojas atrás y amarillas adelante), luces direccionales (rojas o amarillas), luces de reversa (blancas), luces de frenos (rojas) y luces intermitentes (rojas o amarillas), para diferenciarlas de los cuartos como son conocidas también las luces laterales, ubicadas al costado de los vehículos cuando éstas se encuentran separadas de las calaveras y que son generalmente amarillas en la parte anterior y rojas en la posterior.
Sin embargo por costumbre, hablar de calaveras se refiere casi siempre a las luces posteriores, incluyendo o no las luces laterales posteriores.
En décadas pasadas era común encontrar los juegos de luces separados, la esquina posterior del vehículo, al ser considerada "zona de choque" era casi siempre parte del paragolpes metálico. Esto hacía necesario separar las luces para que fueran vistas desde un lado y desde atrás, dejando a un lado como luces laterales la luz auxiliar nocturna o cuartos traseros y atrás el resto del conjunto, que constaba a veces de tan sólo dos focos blancos para reversa y dos focos dobles rojos para el resto de las tareas por medio de combinaciones de encendido e intermitentes.

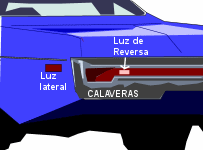
Ubicación de las luces traseras en un automóvil de la década de 1970.

También podían encontrarse las luces de reversa separadas de la calavera en otro sitio de la carrocería trasera, por ejemplo en el antiguo Dodge Charger.
Pasando el tiempo se hizo más común especializar las luces, dando a cada tarea un juego de focos separado, se generaliza el uso de focos amarillos para las direccionales e intermitentes, también se generaliza la unión de todas las luces posteriores en una misma calavera que abarca la esquina posterior del vehículo haciendo a un mismo foco visible desde atrás o un lado, desapareciendo las luces laterales separadas, éste arreglo es el más común en los automóviles y camionetas modernos.

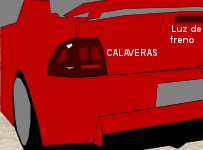
Ubicación de las luces traseras en un automóvil moderno.

- Datos: Q5739751